# Глоба Іван Якович
Іва́н Якович Гло́ба (1736 — серпень 1791) — останній генеральний писар Запорізької Січі (1765 — 75). Після зруйнування Січі російськими військами був заарештований і засланий до Туруханська Тобольської губернії, де й помер.

## Життєпис
Народився 1736 року. Від 1754-го служив писарем на паланкових переправах. Полковий канцелярист (з січня 1756).
У січні 1760 р. поступив на службу військовим канцеляристом на Січ.
Підписок канцелярії Самарської паланки (з січня 1762). Член делегації Коша до Петербургу (1762). Значковий товариш Полтавського полку (1763).
Останній писар Коша Запорозької Січі (1765—1775). Був вельми заможним старшиною: за описом майна у 1775 р. мав статків на 32 тис. рублів, готівкою 22 тисячі та значну кількість векселів.
На власні кошти спорудив (1773) церкву у Гупалівці, на будівництво якої віділив більше 5000 крб. Церкву та дзвінниці продовжували будувати за кошти Глоби і після його арешту.
Заарештований у червні 1775 р. генералом П. Текелі під час зруйнування Січі російськими військами.
Висланий у Сибір на вічне поселення. Помер 1791 р. в Туруханському монастирі Тобольської губернії в засланні.
Зображений на запорозькій іконі Покрови Богородиці разом із атаманом Петром Калнишевським.